# Naengmyeon
Naengmyeon bzw. Raengmyŏn (deutsch etwa „kalte Nudeln, Kaltnudeln“) ist ein koreanisches Nudelgericht.
Es gibt zwei Arten der Zubereitung: mul naengmyeon (koreanisch 물 냉면) und bibim naengmyeon (비빔 냉면), wobei Letzteres Gochujang, eine scharfe Chili-Paste enthält.
Dünne, zähe Buchweizennudeln werden in einer eiskalten, mit Essig und Senf abgeschmeckten Fleischbrühe mit Scheiben der Nashi-Birne, Gurke, Rindfleisch und Ei serviert.
Früher aß man das Gericht vor allem im Winter, da man glaubte, dass man Hitze mit heißem Essen, Kälte mit kaltem Essen überwinden könne. Heute wird es bevorzugt an heißen Sommertagen gegessen.
Vor allem die nordkoreanische Hauptstadt Pjöngjang ist für Naengmyeon bekannt.
Die Traditionen des Gerichts wurden 2022 in die UNESCO-Liste des immateriellen Kulturerbes der Menschheit aufgenommen.

## In der Popkultur
Für die südkoreanische Sendung Muhan Dojeon nahmen Park Myeong-su und Jessica von Girls’ Generation ein Lied mit dem Titel „Naengmyeon“ auf, das nach dem Gericht benannt ist. Der Song wurde in Südkorea sehr populär und für Werbespots für kalte Nudeln verwendet.